# جامعة ميزوري–كانزاس مدرسة طب المدينة
جامعة ميزوري–كانزاس مدرسة طب المدينة (بالإنجليزية: University of Missouri–Kansas City School of Medicine)‏ هي إحدى الكليات لتدريس الطب في الولايات المتحدة الأمريكية. تقع في مدينة كانزاس سيتي في ولاية ميزوري الأمريكية. نوع الشهادة الطبية التي يتم تحصيلها هناك هي دكتور في الطب.